# Carina Dahl
Carina Yvonne Dahl, född 27 juli 1962 i Täby, är en svensk författare och filmregissör.
Carina Dahl har bland annat skrivit manus till Julkalendern i Sveriges Television Dieselråttor & Sjömansmöss (2002), även utgiven som barnboken Dielselråttor och Sjömansmöss - Tro, hopp och kärlek med illustrationer av Per Åhlin samma år, och (tillsammans med regissören Ella Lemhagen) TV-serien och långfilmen Kronjuvelerna (2011) baserad på händelser och personer ur hennes romaner Familjelyckan (2008) och Det stora svenska vemodet (2009). Hon har också skrivit manus till kortfilmer, såsom Moltas Swingsters (2000) och den av henne själv regisserade Happy (2002), liksom till TV-serien Fan det är freda och barnboken Kapten Costellos öden och äventyr i hamnarna bortom all ära och redlighet. År 2018 utkom samlingsvolymen Kronjuvelerna - Släktsagan som bygger på de två första böckerna och avslutar den stora berättelsen om familjen Férnandez.